# Verfstripper

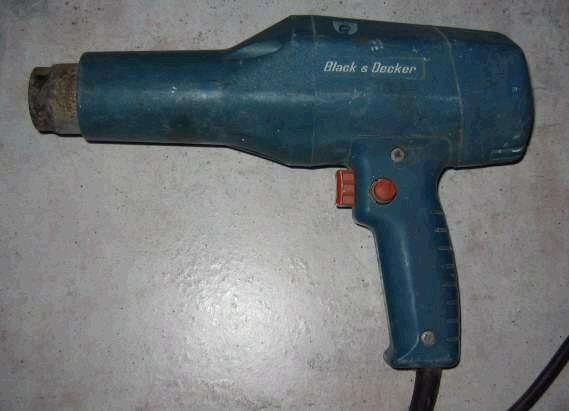
Verfstripper

Een verfstripper of verfbrander is gereedschap waarmee een verf- of laklaag verhit kan worden door middel van een stroom hete lucht. De laag wordt daardoor zachter en komt enigszins los van op de ondergrond, zodat hij met een verfkrabber verwijderd kan worden.
De plaatselijke hitte die geleverd wordt door de luchtstroom van verfstrippers kent allerlei bijkomende toepassingen, zoals het droogblazen van vochtige ondergronden, het ontdooien van bevroren leidingen en het laten krimpen van krimpkousen.
Bij uitbreiding wordt de term 'verfstripper' tevens gebruikt voor diverse chemicaliën, maar deze worden vaak aangeduid als afbijtmiddelen.

## Elektrisch
Over het algemeen wordt met 'verfstripper' een elektrisch apparaat bedoeld, een heteluchtpistool, dat min of meer zo werkt als een haardroger. De uitgeblazen lucht heeft echter een veel hogere temperatuur, meestal tussen 550 en 750 Celsius, maar bij sommige apparaten nog hoger.
Een elektrisch aangedreven ventilator brengt de lucht in beweging. De lucht wordt in de uitblaasopening verhit met een spoel, een spiraal waar een elektrische stroom doorheen geleid wordt. De spiraal wordt heet doordat hij een lage elektrische weerstand heeft, maar komt zelf niet in contact met de luchtstroom. Hij is gewikkeld om een vuurvaste vorm die de langsstromende lucht verhit.

### Bediening
De bediening is gewoonlijk vergelijkbaar met die van boormachines en allerlei ander handgereedschap. Zolang de wijsvinger de schakelaar aan het handvat ingedrukt houdt, werkt het apparaat. Deze stand kan ook geblokkeerd worden, vaak door het indrukken van een knopje aan de zijkant van het handvat. De schakelaar hoeft dan niet constant ingedrukt te blijven.

## Gasbranders

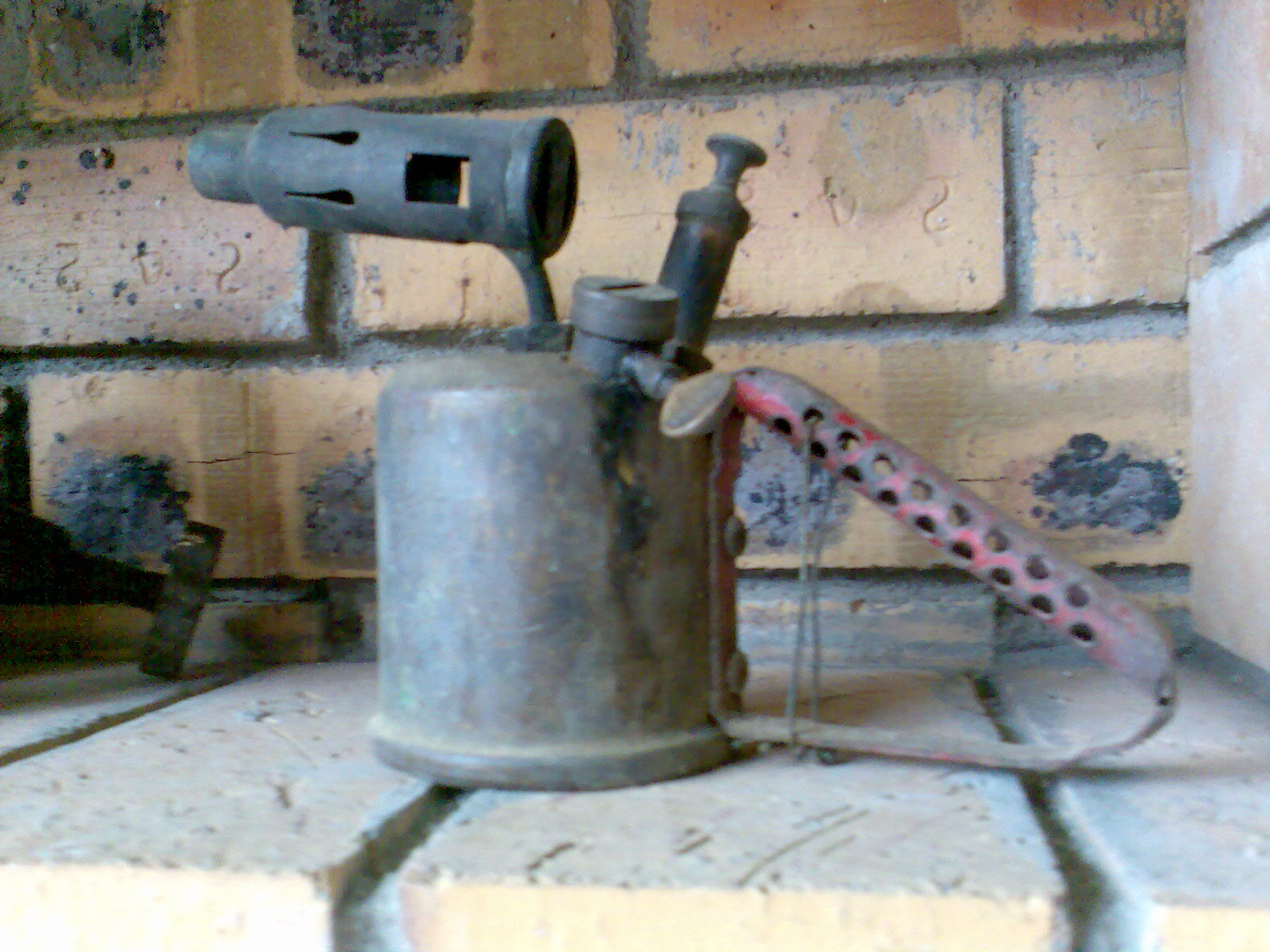
Primus verfbrander

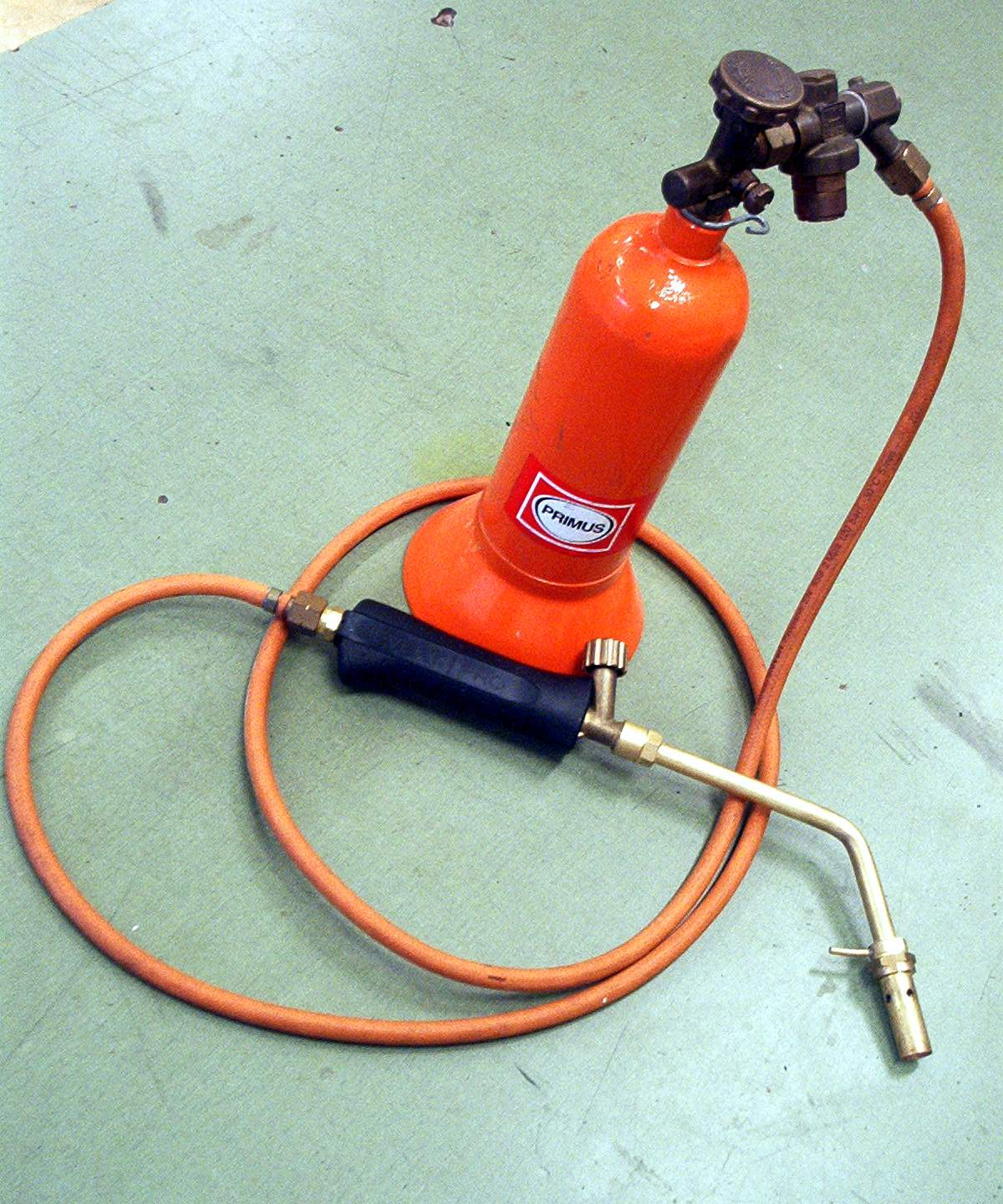
Karweibrander.

Voor groot professioneel werk wordt gewoonlijk een gasbrander gebruikt, maar er zijn ook veel verfbranders voor hobbyisten. Zij gebruiken ook wel de vlam van een hobbybrander.
De hobbybrander heeft een gasflesje voor eenmalig gebruik, dat niet ondersteboven gehouden mag worden omdat de vloeibare voorraad dan de gasstroom blokkeert. De verfbrander is met een gasslang aangesloten op het gasflesje.

## Chemische verfstrippers
Diverse chemicaliën worden ingezet als alternatieven voor strippen met hitte. Bekend zijn dimethylformamide (DMF), dimethylsulfoxide (DMSO) en dichloormethaan. Als veiliger alternatief voor die laatste worden dibasische esters voorgesteld.

## Voor- en nadelen per type
Een gasbrander is veel compacter dan een elektrische verfstripper, doordat er geen ventilator of motor nodig is. Daardoor is de brander geschikt voor kleine ruimtes. Wel is de gasslang stugger dan een elektrisch snoer en is de lengte beperkt.
Snoerloze apparaten bieden veel bewegingsvrijheid, maar zijn anno 2019 beperkt in werkduur en vermogen. Het opwekken van warmte vraagt veel stroom, wat hoge eisen stelt aan oplaadbare batterijen.
Chemische strippers zijn duurder in het gebruik dan strippers die met hitte werken. Ze geven minder brandgevaar, maar vragen expertise voor de geschikte combinatie van onderlaag, verflaag en stripper en voor het beschermen van werkers en omgeving.

## Gevaar door hitte

### Werkers
Brandwonden kunnen niet alleen veroorzaakt worden door contact met de uitstroomopening en de hete lucht of vlam, maar ook door rondvliegende hete verfspetters. Een bijzonder risico is het aanraken van de hete ondergrond. Vooral plakkerig geworden lagen geven akelige, pijnlijke wonden, die moeilijk te behandelen zijn.

### Ondergrond
Bij gebruik van verfstrippers kan de ondergrond erg heet worden en gaan blakeren, schroeien of branden. Bij branders met een open vlam is het gevaar op brand en andere chemische reacties groter, doordat de lucht rondom de vlam geïoniseerd raakt.

### Omgeving
Glas en andere vullingen in kozijnen en ramen dienen tegen de hitte beschermd te worden om breuk door thermische spanning te voorkomen.

### Oude gebouwen
Brand bij werkzaamheden aan oude gebouwen ontstaat veelal niet zozeer in de laag waaraan gewerkt wordt, maar daaronder, in opgehoopt vuil, molm en vergane onderdelen. Vaak verwoest de brand het bewijsmateriaal, zodat een oorzaak niet onomstotelijk vast te stellen is, maar opvallend veel branden in oude gebouwen vinden plaats bij reparatie of onderhoud, aldus Clemon Tonnaer van het Instituut Fysieke Veiligheid: „De brand in [de Onze-Lieve-Vrouw Geboortekerk in] Hoogmade staat niet op zichzelf. Met enige regelmaat branden in Nederland kerken en andere gebouwen van cultuurhistorische waarde af, opvallend vaak tijdens of direct na werkzaamheden.” Met een schilder die verf van een dakgoot afbrandde, lijkt ook Hoogmade in dat beeld te passen. Andere voorbeelden zijn de brand in de Notre-Dame van Parijs en die in de Sint-Petrus'-Bandenkerk in Oisterwijk.